# Centro Pokémon

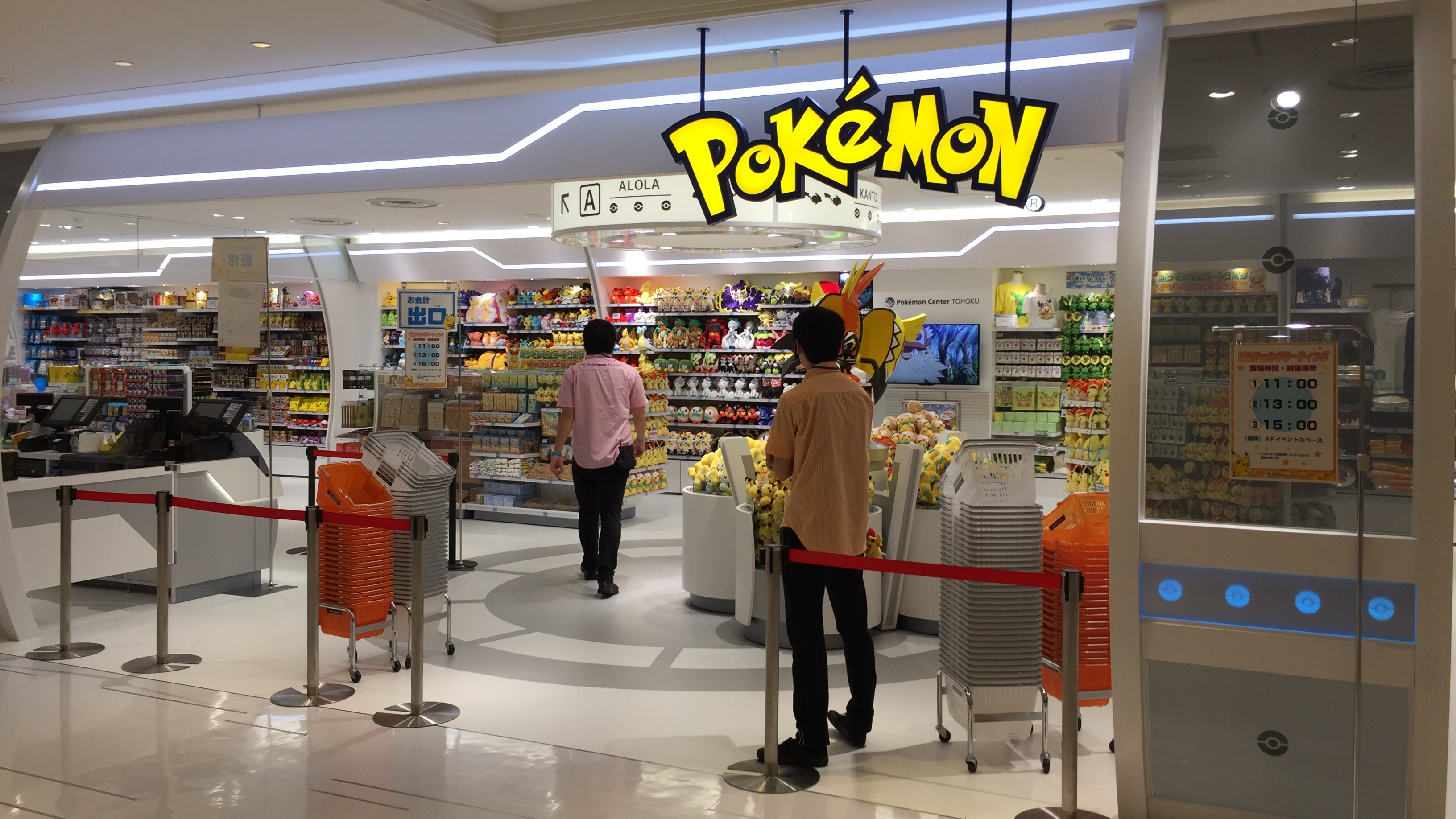
Centro Pokémon en Sendai

Centro Pokémon (Pokémon Center) es una cadena de tiendas especializadas que venden productos relacionados con Pokémon. Los Centros Pokémon se encuentran principalmente en Japón; el primero abrió en Tokio en 1998. También se han abierto tiendas en Singapur, Estados Unidos y Taiwán.
Dentro del universo Pokémon, los "Centros Pokémon" son lugares donde los personajes pueden curar, administrar e intercambiar sus Pokémon. Los Centros Pokémon reales, que llevan el nombre de sus contrapartes ficticias, pueden estar repletos de estanterías con figuras de acción, peluches, cajas de cereales, sombreros, mochilas e insignias.

## Ubicaciones
Los Centros Pokémon están ubicados en centros comerciales y áreas comerciales en Japón, Estados Unidos (como Nintendo World), Singapur y Taiwán.

### Japón
The Pokémon Company abrió la primera tienda Pokémon Center en Tokio en abril de 1998. Este Centro Pokémon original finalmente cerró y reabrió en una ubicación diferente. El Centro Pokémon de Osaka, uno de los centros más grandes de la franquicia con 830 metros cuadrados, fue el séptimo Centro Pokémon del país y abrió sus puertas en 2010.
Solo cuatro Centros Pokémon permanecieron abiertos en Japón en el apogeo de la pandemia de COVID-19, y el de Okayama cerró de forma permanente. En 2023, hay más de 20 Centros Pokémon en Japón.

### Singapur

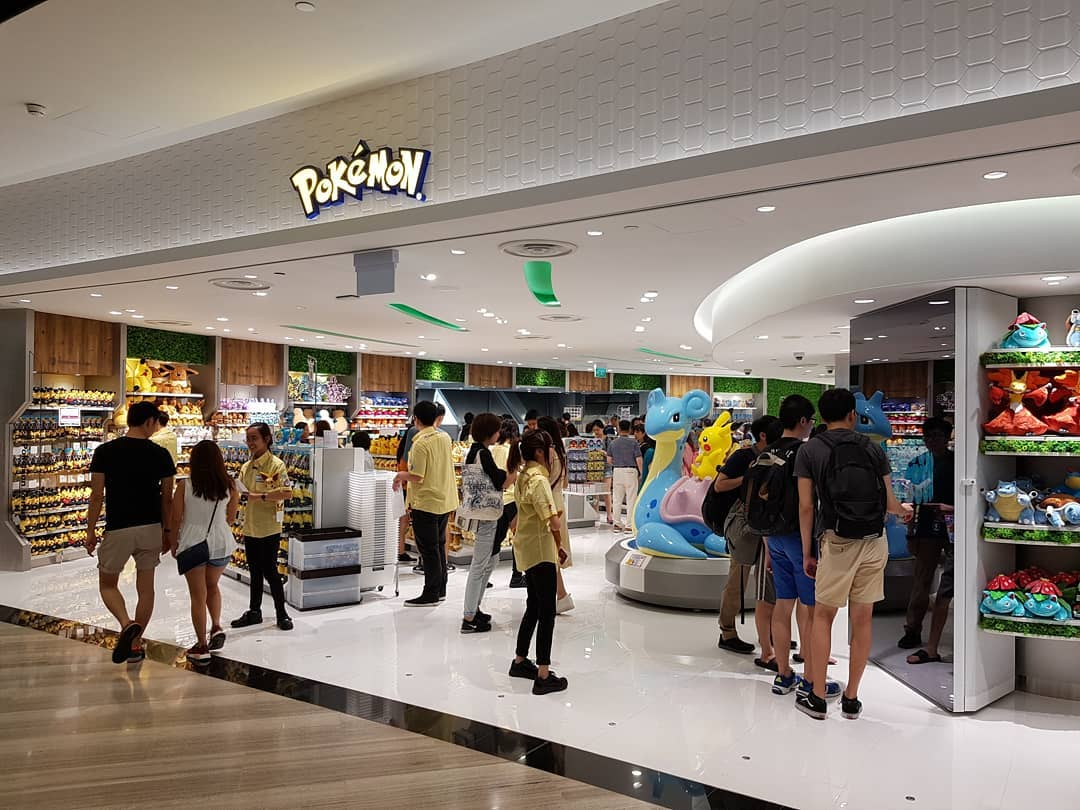
Centro Pokémon en Singapur

El 17 de abril de 2019, se inauguró en el centro comercial Jewel Changi Airport (ubicado dentro del Aeropuerto Changi) el primer Centro Pokémon permanente fuera de Japón, denominado «Pokémon Center Singapore».

### Taiwán
El 8 de diciembre de 2023, se inauguró en Taipei el segundo Centro Pokémon permanente fuera de Japón, en los grandes almacenes Shin Kong Mitsukoshi, cerca de Taipei 101.

### Estados Unidos
El 16 de noviembre de 2001, Nintendo abrió una tienda llamada Pokémon Center en el Rockefeller Center de la ciudad de Nueva York. El Centro Pokémon fue cerrado y reemplazado por la Nintendo World Store en 2005. Esta tienda fue renovada y rebautizada como "Nintendo NY" en 2016.